# Guido Settembrino
Guido Settembrino (Sora, 25 settembre 1945 – Brescia, 10 agosto 2006) è stato un allenatore di calcio italiano.

## Carriera
La prima esperienza da allenatore giovanissimo al Travagliato, formazione dalla quale uscirono, tra i tanti, i fratelli Giuseppe Baresi e Franco Baresi, Franco Pancheri e Giovanni Lorini.
Dopo questa esperienza, Settembrino passa alla Cremonese, squadra che gli affida il settore giovanile (con una breve parentesi alla guida della prima squadra nella stagione 1977-1978, in Serie B, al posto dell'esonerato Stefano Angeleri). Anche qui, scopre giocatori del calibro di Gianluigi Galbagini, Mario Montorfano e Gianluca Vialli.
Luigi Corioni, presidente dell'Ospitaletto lo riporta nel bresciano ed è con la squadra franciacortina che scopre il mondo del professionismo. Nella stagione 1982-1983 allenò gli arancioblù in Serie C2.
Nel 1982 l'approdo al Brescia con una parentesi in prima squadra nel 1984 quando sostituì Corrado Orrico.
Nel 1990, dopo aver portato alla luce talenti del calibro di Eugenio Corini, Massimiliano Caliari, Paolo Ziliani, Giordano Caini, Luca Luzardi, Edoardo Bortolotti e Paolo Negro, trasformato da centravanti a terzino, passa al Breno in Interregionale.
Dalla Val Camonica al Palazzolo di Serie C1, passando anche per Lumezzane, Trento e Darfo Boario.
Dopo un anno sabbatico ritorna a Brescia, sempre nel ruolo di scopritore di talenti.
Dal giugno 2007 ogni anno si svolge a Brescia un memorial riservato alla categoria giovanissimi a cui partecipano le squadre con cui Guido Settembrino ha collaborato.